# The One That You Love
The One That You Love ist ein Lied von Air Supply aus dem Jahr 1981, das von Graham Russell geschrieben und Harry Maslin produziert wurde. Es erschien auf dem gleichnamigen Album.

## Geschichte
The One That You Love ist, wie der Titel offenbart, ein Liebeslied und ihr einziger Nummer-eins-Hit in den Billboard Hot 100. Die Veröffentlichung war am 30. April 1981. In den US Adult Contemporary Charts scheiterte das Lied am Erreichen der Spitzenposition an dem Song I Don’t Need You von Kenny Rogers. Auch in Kanada landete der Song auf Platz 2, allerdings nach dem Stars-on-45-Medley. Die Recording Industry Association of America zeichnete den Song mit der Goldenen Schallplatte aus.

## Musikvideo
In der ersten Hälfte des Musikvideos trägt die Band das Lied auf einer Bühne vor. Im Mittelteil sieht man den Frontmann mit seiner Freundin in einem Wald spielen und auch schaukeln. Kurz vor Schluss wird der Bühnenauftritt erneut eingeblendet.

## Coverversionen
- 1982: Anita Meyer
- 1990: Hall & Oates
- 2023: Ian Cussick